# Goalball ai XVI Giochi paralimpici estivi
Le gare di goalball ai XVI Giochi paralimpici estivi si sono svolte tra il 25 agosto e il 3 settembre 2021 presso il Makuhari Messe, a Tokyo.

## Formato
Le squadre partecipanti (10 maschili e 10 femminili) hanno disputato un'iniziale fase a gironi, suddivisi in gruppi da cinque squadre. Sono stati assegnati tre punti alla vincitrice di ogni incontro, un punto in caso di parità e zero in caso di sconfitta.
Le prime quattro classificate di ogni gruppo hanno avuto accesso alla fase finale, comprensiva di quarti di finale, semifinali, finale per la medaglia di bronzo e finale per la medaglia d'oro.

## Squadre partecipanti

### Squadre maschili partecipanti
- Giappone (Paese ospitante)
- Algeria
- Belgio
- Brasile
- Cina
- Germania
- Lituania
- Stati Uniti
- Turchia
- Ucraina

### Squadre femminili partecipanti
- Giappone (Paese ospitante)
- Australia
- Brasile
- Canada
- Cina
- Egitto
- Israele
- RPC
- Stati Uniti
- Turchia

## Calendario
| Goalball ai XVI Giochi paralimpici estivi | Goalball ai XVI Giochi paralimpici estivi | Goalball ai XVI Giochi paralimpici estivi | Goalball ai XVI Giochi paralimpici estivi | Goalball ai XVI Giochi paralimpici estivi | Goalball ai XVI Giochi paralimpici estivi | Goalball ai XVI Giochi paralimpici estivi | Goalball ai XVI Giochi paralimpici estivi | Goalball ai XVI Giochi paralimpici estivi | Goalball ai XVI Giochi paralimpici estivi | Goalball ai XVI Giochi paralimpici estivi | Goalball ai XVI Giochi paralimpici estivi |
| Torneo                                    | Mer 25                                    | Gio 26                                    | Ven 27                                    | Sab 28                                    | Dom 29                                    | Lun 30                                    | Mar 31                                    | Mer 1                                     | Gio 2                                     | Ven 3                                     | Ven 3                                     |
| ----------------------------------------- | ----------------------------------------- | ----------------------------------------- | ----------------------------------------- | ----------------------------------------- | ----------------------------------------- | ----------------------------------------- | ----------------------------------------- | ----------------------------------------- | ----------------------------------------- | ----------------------------------------- | ----------------------------------------- |
| Maschile dettagli                         | G                                         | G                                         | G                                         | G                                         | G                                         | G                                         | QF                                        |                                           | SF                                        | B                                         | F                                         |
| Femminile dettagli                        | G                                         | G                                         | G                                         | G                                         | G                                         | G                                         |                                           | QF                                        | SF                                        | B                                         | F                                         |

| G | Gironi eliminatori | QF | Quarti di finale | SF | Semifinali | B | Finale medaglia di bronzo | F | Finale medaglia d'oro |

## Podi
| Evento           | Oro     | Argento     | Bronzo   |
| Torneo maschile  | Brasile | Cina        | Lituania |
| Torneo femminile | Turchia | Stati Uniti | Giappone |